# Sainte-Suzanne (Doubs)
Sainte-Suzanne – miejscowość i gmina we Francji, w regionie Burgundia-Franche-Comté, w departamencie Doubs.
Według danych na rok 1990 gminę zamieszkiwało 1246 osób, a gęstość zaludnienia wynosiła 784 osoby/km² (wśród 1786 gmin Franche-Comté Sainte-Suzanne plasuje się na 130. miejscu pod względem liczby ludności, natomiast pod względem powierzchni na miejscu 1044.).